# Neoneurus curvicalcar
Neoneurus curvicalcar är en stekelart som beskrevs av Sergey A. Belokobylskij 1986. Neoneurus curvicalcar ingår i släktet Neoneurus och familjen bracksteklar. Inga underarter finns listade i Catalogue of Life.